# Trichogypsia lichenoides
Trichogypsia lichenoides är en svampdjursart som först beskrevs av Ernst Haeckel 1872.  Trichogypsia lichenoides ingår i släktet Trichogypsia och familjen Trichogypsiidae. Inga underarter finns listade i Catalogue of Life.